# Ozola acrophaea
Ozola acrophaea là một loài bướm đêm trong họ Geometridae.